# Kapalua
Kapalua és una concentració de població designada pel cens dels Estats Units a l'estat de Hawaii. Segons el cens del 2000 tenia 467 habitants.

## Demografia
Segons el cens del 2000, Kapalua tenia 467 habitants, 186 habitatges, i 133 famílies La densitat de població era de 105,37 habitants per km².
Dels 186 habitatges en un 25,3% hi vivien nens de menys de 18 anys, en un 62,9% hi vivien parelles casades, en un 4,3% dones solteres, i en un 28,5% no eren unitats familiars. En el 12,9% dels habitatges hi vivien persones soles el 4,3% de les quals corresponia a persones de 65 anys o més que vivien soles. El nombre mitjà de persones vivint en cada habitatge era de 2,51 i el nombre mitjà de persones que vivien en cada família era de 2,74.
Per edats la població es repartia de la següent manera: un 17,6% tenia menys de 18 anys, un 6,4% entre 18 i 24, un 32,1% entre 25 i 44, un 27,2% de 45 a 64 i un 16,7% 65 anys o més.
L'edat mediana era de 41,7 anys. Per cada 100 dones hi havia 92,18 homes. Per cada 100 dones de 18 o més anys hi havia 108,11 homes.
La renda mediana per habitatge era de 57.292 $ i la renda mediana per família de 61.875 $. Els homes tenien una renda mediana de 35.417 $ mentre que les dones 32.321 $. La renda per capita de la població era de 75.992 $. Aproximadament el 5,1% de les famílies i el 7,2% de la població estaven per davall del llindar de pobresa.

## Poblacions més properes
El següent diagrama mostra les poblacions més properes.